# Paradise and Lunch
Paradise and Lunch (estilizado como Paradise & Lunch en la contraportada del álbum) es el cuarto álbum de estudio del músico de roots rock estadounidense Ry Cooder, publicado en mayo de 1974 a través del sello discográfico Reprise Records.

## Grabación y contenido
El álbum se grabó, mezcló y masterizó en los estudios Warner Bros., en North Hollywood, California. Las grabaciones adicionales del álbum tuvieron lugar en los estudios Burbank, en Burbank, California. Paradise and Lunch está compuesto por versiones de estándares de jazz, blues y roots. La canción de cierre, «Ditty Wah Ditty», es un dueto de guitarra y piano con la leyenda del jazz Earl Hines. Los resultados fueron impresionantes; como escribió Brett Hartenbach en su reseña de AllMusic del álbum, “Aquí ambos músicos tienen mucho espacio para mostrar su destreza instrumental”.

## Recepción de la crítica
Un escritor no especificado de la revista Cash Box declaró: “[Cooder] está de regreso con un abrasador álbum de Warner que contiene solidifica todas sus fortalezas como guitarrista/cantante en un solo paquete”.

## Lista de canciones
| Lado uno |                         |                                             |          |  |
| N.º      | Título                  | Escritor(es)                                | Duración |  |
| 1.       | «Tamp 'em Up Solid»     | tradicional                                 | 3:19     |  |
| 2.       | «Tattler»               | Washington Phillips Ry Cooder Russ Titelman | 4:14     |  |
| 3.       | «Married Man's a Fool»  | Blind Willie McTell                         | 3:10     |  |
| 4.       | «Jesus on the Mainline» | tradicional                                 | 4:09     |  |
| 5.       | «It's All Over Now»     | Bobby Womack Shirley Womack                 | 4:49     |  |

| Lado dos |                                     |                                          |          |  |
| N.º      | Título                              | Escritor(es)                             | Duración |  |
| 1.       | «Fool for a Cigarette/Feelin' Good» | Sidney Bailey J. B. Lenoir Jim Dickinson | 4:25     |  |
| 2.       | «If Walls Could Talk»               | Bobby Miller                             | 3:12     |  |
| 3.       | «Mexican Divorce»                   | Burt Bacharach Bob Hilliard              | 3:51     |  |
| 4.       | «Ditty Wah Ditty»                   | Arthur Blake                             | 5:42     |  |

## Créditos y personal
Créditos adaptados desde las notas de álbum de Paradise and Lunch.
Músicos
- Ry Cooder – voces, guitarra
- Milt Holland – batería, percusión
- Jim Keltner – batería
- Russ Titelman, Chris Ethridge – bajo eléctrico
- Ronnie Barron – piano, órgano
- Red Callender, John Duke – guitarra bajo
- Plas Johnson – saxofón alto
- Oscar Brashear – corneta
- Bobby King, Gene Mumford, Bill Johnson, George McCurn, Walter Cook, Richard Jones, Russ Titelman, Karl Russell – coros

Músicos adicionales
- Earl Hines – piano en «Ditty Wah Ditty»

Personal técnico
- Russ Titelman – productor
- Lenny Waronker – productor
- Nick DeCaro – arreglos de cuerda
- George Bohanon – arreglos de trompa
- Lee Herschberg – ingeniero de audio, mezclas
- Bobby Hata, John Neal – ingeniero asistente
- Susan Titelman – ilustración, fotografía

## Posicionamiento
| Gráfica (1974)                             | Pico de posición |
| ------------------------------------------ | ---------------- |
| Estados Unidos (Billboard Top LP's & Tape) | 167              |